# Liste des musées de la Dordogne
Cette page liste l'ensemble des musées de la Dordogne.

## Allas-les-Mines
- Musée La Rue du temps qui passe

## Bergerac
- Musée Donatien Costi
- Musée d'intérêt national du tabac (Musée de France)
- Musée du Vin et de la Batellerie
- Mémorial de la Résistance
- Musée d'anthropologie du tabac
- Musée Dordonha (Centre d'interprétation de l'architecture et du patrimoine (CIAP)[1].

## Bourdeilles
- Château de Bourdeilles (Musée de France)

## Brantôme
- Musée Fernand Desmoulin (Musée de France)

## Cendrieux
- Musée Napoléon (Château de la Pommerie)

## Creysse
- Musée aquarium (Musée de France)

## Domme
- Musée Paul Reclus (Musée de France)

## Fleurac
- Musée auto du château de Fleurac

## Groléjac
- Insectorama[2]

## Hautefort
- Musée de la médecine[3]

## Les Eyzies-de-Tayac-Sireuil
- Musée national de Préhistoire (Musée de France)

## Montignac-Lascaux
- Musée Eugène Le Roy (Musée de France)

## Mussidan
- Musée des arts et traditions populaires (Musée de France)

## Nontron
- Pôle expérimental des métiers d'art
- Musée départemental de la poupée et du jouet (Musée de France)

## Périgueux
- Musée militaire du Périgord (Musée de France)
- Musée d'Art et d'Archéologie du Périgord (Musée de France)
- Musée Vesunna

## Saint-Avit-Sénieur
- Musée de site médiéval (Musée de France)

## Saint-Laurent-sur-Manoire
- Musée de Saint-Laurent-sur-Manoire, dans le manoir de Saint-Laurent-sur-Manoire devenu mairie et musée.

## Saint-Pardoux-la-Rivière
- Musée de la Carte postale en Périgord de 1898 à 1920

## Saint-Pierre-de-Chignac
- Musée du chai de Lardimalie[4]

## Sarlat
- Musée de Sarlat et du Périgord noir[5] (Musée de France)
- Musée automobile de Sarlat

## Sorges
- Écomusée de la truffe[6]

## Terrasson-Lavilledieu
- La Grange aux Dîmes de La Cassagne, classé. Musée de lithographies, dessins et affiches de Sem
- Musée du chocolat Bovetti : découverte des origines du cacao, des cultures à la transformation en chocolat.

## Tocane-Saint-Apre
- Musée du costume et de son artisanat en Périgord au XIXe siècle[7]

## Villefranche-de-Lonchat
- Musée municipal (Musée de France)